# Dendragapus
Dendragapus – rodzaj ptaków z podrodziny bażantów (Phasianinae) w rodzinie kurowatych (Phasianidae).

## Zasięg występowania
Rodzaj obejmuje gatunki występujące w Ameryce Północnej.

## Morfologia
Długość ciała samców 47–57 cm, samic 44–48 cm; masa ciała samców 1117–1245 g, samic 829–890 g.

## Systematyka

### Etymologia
- Dendragapus (Dendrogapus): gr. δενδρον dendron „drzewo”; αγαπαω agapaō „lubić, pragnąć”[7].
- Palaeotetrix: gr. παλαιος palaios „stary, starożytny”; τετριξ tetrix „nieznany, znoszący na ziemi ptak”, być może pardwa[8]. Gatunek typowy: †Palaeotetrix gilli Shufeldt, 1892.

### Podział systematyczny
Do rodzaju należą następujące gatunki:
- Dendragapus obscurus – borowiak złotobrewy
- Dendragapus fuliginosus – borowiak żółtogardły – takson wyodrębniony na podstawie analizy filogenetycznej z D. obscurus[10][11]